# جر (نحو)
الجَرُّ هو وسيلة تعبيرية في اللغة العربية لتنسيق الكلام ولتمييز بعض المعاني عن غيرها. وهو أحد حالات الإعراب إلى جانب الرفع والنصب والجزم. ويختص الجر بالاسم المعرب فلا تجر الأفعال أو الحروف أو الأسماء المبنية إطلاقاً. علامة الجر الأصلية هي الكسرة، وينوب عنها حرف الياء في حالة المثنى وجمع المذكر السالم والاسماء الخمسة. وتنوب حركة الفتحة عن الكسرة في حالة جر الاسم الممنوع من الصرف. وهناك بعض العوامل التي من شأنها أن تجر كلمة، ومن العوامل اللفظية حروف الجر و الإضافة.

## التسمية
الكثير من الروايات تنسب مصطلح الجر إلى أبو الأسود الدؤلي الذي يشتبه به كمؤسس علم النحو، وتنسب إليه أيضًا كل من مصطلحات الرفع والنصب والجزم، ويرفض بعض النحاة والباحثون هذا الرأي ويصفونه بأنه مخالف للعقل والمنطق ويلقون اتهامًا بتحريف كتب أبي الأسود الدؤلي، ويرجعون اتهامهم هذا إلى أن في عهد أبي الأسود النحو كان لا يزال في بداياته ولا يمكن له أن يصل إلى تلك المرحلة، ويشيرون كذلك إلى مؤلفات جاءت بعده ولم تصل إلى مستواه.
يُعرف الجر اصطلاحًا لدى نحاة الكوفة بالخَفض.[بحاجة لمصدر]

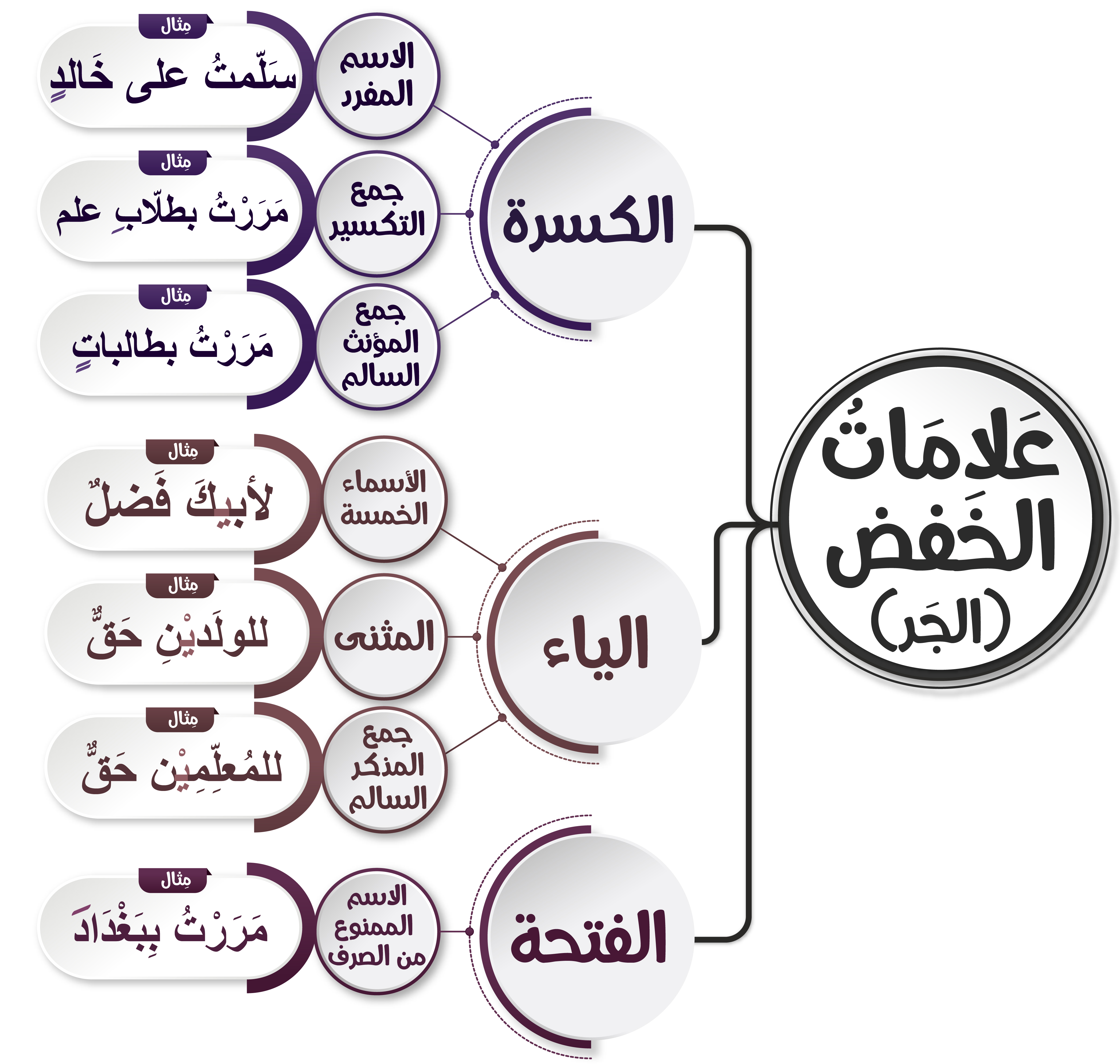
علامات الجر (الخفض)

## علامات الجر

### الكسرة
الكسرة هي العلامة الأصلية للجر، وباقي العلامات تعدّ فرعية، والكسرة تكون علامة للجر في الاسم المفرد وجمع التكسير وجمع المؤنث السالم وجميعها تجر بالكسرة في جميع الحالات ما عدا الاسم الممنوع من الصرف. ويقال في الإعراب مجرور بالكسرة، ويلاحظ أن الكسرة تُقدر على الاسم المعتل الآخر بالألف للتعذر، وتقدر كذلك على الاسم المعتل الآخر بالواو والياء للثقل. وينوب عن الكسرة حرف الياء وحركة الفتحة.

### الياء
يكون حرف الياء علامة للجر في حالة الاسم المثنى والجمع المذكر السالم، وحرف الياء في هذين الحالتين لا يكون جزءًا من الكلمة وإنما أُضيف إلى الاسم المفرد للدلالة على التثنية أو الجمع وكعلامة للجر. وقد لا يجر المثنى بالياء في كل الحالات، فلزوم الألف عند المثنى معروف عند بعض العرب، فيُقال أُعجبت بكتابان. وإذا كان المثنى مركبًا تركيبًا إضافياً ظهرت علامة الجر على المضاف ولم تظهر على المضاف إليه مثل ربي الله. ويكون الياء كذلك علامة للجر في حالة الاسماء الخمسة فيُقال رأيت أخيك، ويشترط في ذلك أن تكون الأسماء الخمسة مفردة فإن ثنيت أو جمعت أُعربت إعراب المثنى أو الجمع، ويجب أيضًا ألا تكون مصغرة فإن صغرت فتعرب بالحركات، ويشترط كذلك أن تكون مضافة إلى غير ياء المتكلم فإن لم تكن مضافة أو أُضيفت إلى ياء المتكلم فتعرب بالحركات أيضًا.

### الفتحة
الفتحة هي إحدى الحركات الأصلية للإعراب وهي العلامة الأصلية للنصب، وتكون علامة للجر في حالة الاسم الممنوع من الصرف، وهو الاسم الذي لا ينون ويجر بالفتحة، ويشترط في ذلك أن لا يكون مضافاً أو مقترناً بال، فإن أُضيف أو اقترن بال وجب جره بالكسرة مباشرةً.
يجر الاسم بالفتحة (يكون الاسم ممنوعًا من الصرف) في الحالات التالية:
- إذا اشتمل على ألف التأنيث المقصورة (مثل ذِكْرَى) أو الممدودة (مثل صَحْرْاء).
- إذا كان على وزن «صيغة منتهى الجموع».
- زيادة ألف ونون في آخر الاسم (على وزن فَعْلان مثل شعبان).
- وزن الفعل (مثل ما كان على وزن أفْعَل الذي مؤنثه فَعْلاء أو فُعْلَى نحو أحمر وحمراء).
- العدل (مثل أن يكون الاسم أحد الأعداد العشرة الأولى وصيغته على وزن فُعَال أو مْفْعَل، وكذلك كلمة أُخَر).[note 1]
- المركب تركيبًا مزجيًا.
- التأنيث (ويكون واجباً في بعض الحالات وفي حالات أخرى جائز).
- إذا كان اسمًا أعجميًا.
- ألف الإلحاق (مثل عَلْقَى).